# Бачковски манастир
Бачковски манастир (буг. Бачковски манастир) други је по величини православни манастир у Бугарској. Ово је ставропигијални манастир Бугарске православне цркве. Налази се у јужној Бугарској на планини Родопа, око 10 км јужно од Асеновграда, у долине реке Чепеларска (такође позната и као Чаја). Бачковски манастир је познат и цењен по својим јединственим комбинацијом византијске, бугарске и грузијске културе, уједињени заједничкој у православној вери.

## Историја
Манастир је основан 1083. године од византијског војни командант грузијског порекла, Григориј Бакуријани и његов брат Абазиј. Нажалост, само два спрата костурница, која се налази око 300 метара од овог манастирског комплекса, чува се од тога до данас. Костурница је јединствена историјска објекат који вреди посетити због старих зидне слике, које рангирају међу највреднија дела православне уметности 11-12 векова. Манастир је био под покровитељством бугарског цара Ивана Александра у току Другог бугарског царство, као што се види његов лик у лукови костурница у припрати захвалности за његов допринос у обнови зграде. Као и многе друге манастире у Бугарској у Бачковском манастиру се такође налази ћелијна школа (11. век). Занимљиво је чињеница да је након пада Бугарске под османском влашћу у другој половини 14. века бугарски патријарх Евтимиј је послат у изгнанство у Бачковском манастиру. Његово изгнанству овде није га обесхрабрило и патријарх са својим ученицима наставе да развивају активно верских и културних активности иза зидина манастира.